# Gynoplistia (Gynoplistia) forceps
Gynoplistia (Gynoplistia) forceps is een tweevleugelige uit de familie steltmuggen (Limoniidae). De soort komt voor in het Australaziatisch gebied.